# Peloridium hammoniorum
Peloridium hammoniorum är en insektsart som beskrevs av Gustav Breddin 1897. Peloridium hammoniorum ingår i släktet Peloridium och familjen Peloridiidae. Inga underarter finns listade i Catalogue of Life.